# Rizvan Resatovics Ablitarov
Rizvan Resatovics Ablitarov, ukránul: Різван Решатович Аблітаров (Shahrisabz, 1989. április 18. –) krími tatár származású korosztályos ukrán labdarúgó, hátvéd.

## Pályafutása

### Klubcsapatban
2006 és 2009 között a dnyipropetrovszki Dnyipro, 2009 és 2011 között a mariupoli Illicsivec labdarúgója volt, de mind két klubnál csak a tartalékcsapatban szerepelt. 2012 és 2014 között a Szevasztopol játékosa volt, de itt sem szerepelt az első csapatban. 2012-ben a második csapatban lépett pályára, 2012–13-ban kölcsönben a csernovici Bukovina, 2013–14-ben az armjanszki Titan játékosa volt. A Krím Oroszország általi annektálása után Lettországba, a Daugava csapatához szerződött, ahol hat hónapig játszott és ötödikek lettek a bajnokságban.
2015 tavaszán visszatért Ukrajnába. 2015–16-ban a kijevi Obolony-Brovar, 2017-ben az odesszai Csornomorec csapatában szerepelt. 2017 és 2019 között a kazah Atirau, 2020-ban a Kajszar játékosa volt. Ugyanebben az évben az donecki Olimpik csapatához szerződött, majd 2021–22-ben a kazah Zsetiszu együttesében szerepelt. Az Atirau csapatával háromszoros kazahkupa-döntős volt, de győzni egyik alkalommal sem sikerült.
2022 óta az üzbég Nurafshon játékosa.

### A válogatottban
2006-ban a krími tatár válogatottban szerepelt öt alkalommal egy nem hivatalos tornán, olyan nemzetek között, amelyek nemzeti csapatait a FIFA nem ismeri el. 2007-ben egy alkalommal szerepet az ukrán U18-as, 2007–08-ban nyolc alkalommal az ukrán U19-es válogatottban.

## Sikerei, díjai
Szevasztopol
- Ukrán bajnokság – másodosztály
  - bajnok: 2012–13

 Obolony-Brovar
- Ukrán bajnokság – másodosztály
  - 3.: 2015–16

 Atirau
- Kazah kupa
  - döntős (3): 2017, 2018, 2019

## Fordítás
Ez a szócikk részben vagy egészben  a(z)   Аблітаров Різван Решатович című ukrán Wikipédia-szócikk ezen változatának fordításán alapul.  Az eredeti cikk szerkesztőit annak laptörténete sorolja fel. Ez a jelzés csupán a megfogalmazás eredetét és a szerzői jogokat jelzi, nem szolgál a cikkben szereplő információk forrásmegjelöléseként.